# Campionat del Món de velocitat individual femení
El Campionat del món de velocitat femenina és el campionat del món de velocitat individual i està organitzat anualment per l'UCI, dins els Campionats del Món de Ciclisme en pista.
Es porta disputant des del 1958 i fins als anys 90, era una disciplina amb ciclistes amateurs.

## Pòdiums de les Guanyadores
| Proves | Or                                       | Plata                                    | Bronze                                   |
| 1958   | Galina Ermolaeva (URS)                   | Valentina Maksimova (URS)                | Jean Dunn (GBR)                          |
| 1959   | Galina Ermolaeva (URS)                   | Valentina Maksimova (URS)                | Jean Dunn (GBR)                          |
| 1960   | Galina Ermolaeva (URS)                   | Valentina Maksimova-Panfilova (URS)      | Jean Dunn (GBR)                          |
| 1961   | Galina Ermolaeva (URS)                   | Valentina Maksimova-Panfilova (URS)      | Jean Dunn (GBR)                          |
| 1962   | Valentina Savina (URS)                   | Irina Kiritchenko (URS)                  | Jean Dunn (GBR)                          |
| 1963   | Galina Ermolaeva (URS)                   | Irina Kiritchenko (URS)                  | Valentina Savina (URS)                   |
| 1964   | Irina Kiritchenko (URS)                  | Galina Ermolaeva (URS)                   | Gisèle Caille (FRA)                      |
| 1965   | Valentina Savina (URS)                   | Galina Ermolaeva (URS)                   | Karin Stüwe (RDA)                        |
| 1966   | Irina Kiritchenko (URS)                  | Valentina Savina (URS)                   | Heidi Blobner (RDA)                      |
| 1967   | Valentina Savina (URS)                   | Irina Kiritchenko (URS)                  | Galina Ermolaeva (URS)                   |
| 1968   | Alla Bagiyanz (URS)                      | Irina Kiritchenko (URS)                  | Galina Ermolaeva (URS)                   |
| 1969   | Galina Tsareva (URS)                     | Galina Ermolaeva (URS)                   | Irina Kiritchenko (URS)                  |
| 1970   | Galina Tsareva (URS)                     | Galina Ermolaeva (URS)                   | Valentina Savina (URS)                   |
| 1971   | Galina Tsareva (URS)                     | Galina Ermolaeva (URS)                   | Iva Zajícková (TCH)                      |
| 1972   | Galina Ermolaeva (URS)                   | Wilhelmina Brinkhoff (NED)               | Sheila Young (EUA)                       |
| 1973   | Sheila Young (EUA)                       | Iva Zajícková (TCH)                      | Galina Ermolaeva (URS)                   |
| 1974   | Tamara Piltsikova (URS)                  | Sue Novara (EUA)                         | Galina Tsareva (URS)                     |
| 1975   | Sue Novara (EUA)                         | Iva Zajícková (TCH)                      | Sheila Young (EUA)                       |
| 1976   | Sheila Young (EUA)                       | Sue Novara (EUA)                         | Iva Zajícková (TCH)                      |
| 1977   | Galina Tsareva (URS)                     | Sue Novara (EUA)                         | Iva Zajícková (TCH)                      |
| 1978   | Galina Tsareva (URS)                     | Sue Novara (EUA)                         | Iva Zajícková (TCH)                      |
| 1979   | Galina Tsareva (URS)                     | Truus van der Plaat (NED)                | Sue Novara (EUA)                         |
| 1980   | Sue Novara (EUA)                         | Galina Tsareva (URS)                     | Claudia Lommatzsch (RFA)                 |
| 1981   | Sheila Young (EUA)                       | Claudine Vierstraete (BEL)               | Claudia Lommatzsch (RFA)                 |
| 1982   | Connie Paraskevin (EUA)                  | Sheila Young (EUA)                       | Claudia Lommatzsch (RFA)                 |
| 1983   | Connie Paraskevin (EUA)                  | Claudia Lommatzsch (RFA)                 | Isabelle Nicoloso (FRA)                  |
| 1984   | Connie Paraskevin (EUA)                  | Erika Salumäe (URS)                      | Zhou Suying (CHN)                        |
| 1985   | Isabelle Nicoloso (FRA)                  | Connie Paraskevin (EUA)                  | Nathalia Krushelnitskaia (URS)           |
| 1986   | Christa Rothenburger (RDA)               | Erika Salumäe (URS)                      | Connie Paraskevin (EUA)                  |
| 1987   | Erika Salumäe (URS)                      | Christa Rothenburger (RDA)               | Connie Paraskevin-Young (EUA)            |
| 1988   | No disputat per culpa dels Jocs Olímpics | No disputat per culpa dels Jocs Olímpics | No disputat per culpa dels Jocs Olímpics |
| 1989   | Erika Salumäe (URS)                      | Galina Yenyuchina (URS)                  | Isabelle Gautheron (FRA)                 |
| 1990   | Connie Paraskevin-Young (EUA)            | Renee Duprel (EUA)                       | Rita Razmaite (URS)                      |
| 1991   | Ingrid Haringa (NED)                     | Annett Neumann (GER)                     | Connie Paraskevin-Young (EUA)            |
| 1992   | No disputat per culpa dels Jocs Olímpics | No disputat per culpa dels Jocs Olímpics | No disputat per culpa dels Jocs Olímpics |
| 1993   | Tanya Dubnicoff (CAN)                    | Ingrid Haringa (NED)                     | Nathalie Even (FRA)                      |
| 1994   | Galina Yenyuchina (RUS)                  | Félicia Ballanger (FRA)                  | Oksana Grishina (RUS)                    |
| 1995   | Félicia Ballanger (FRA)                  | Olga Slioussareva (RUS)                  | Erika Salumäe (EST)                      |
| 1996   | Félicia Ballanger (FRA)                  | Annett Neumann (GER)                     | Magali Faure (FRA)                       |
| 1997   | Félicia Ballanger (FRA)                  | Michelle Ferris (AUS)                    | Oksana Grishina (RUS)                    |
| 1998   | Félicia Ballanger (FRA)                  | Michelle Ferris (AUS)                    | Tanya Dubnicoff (CAN)                    |
| 1999   | Félicia Ballanger (FRA)                  | Michelle Ferris (AUS)                    | Tanya Dubnicoff (CAN)                    |
| 2000   | Natàl·lia Markovnichenko (BLR)           | Lori-Ann Muenzer (CAN)                   | Katrin Meinke (GER)                      |
| 2001   | Svetlana Grankovskaya (RUS)              | Tammy Thomas (EUA)                       | Lori-Ann Muenzer (CAN)                   |
| 2002   | Natàl·lia Tsilínskaia (BLR)              | Kerrie Meares (AUS)                      | Katrin Meinke (GER)                      |
| 2003   | Svetlana Grankovskaya (RUS)              | Natàl·lia Tsilínskaia (BLR)              | Nancy Contreras (MEX)                    |
| 2004   | Svetlana Grankovskaya (RUS)              | Anna Meares (AUS)                        | Lori-Ann Muenzer (CAN)                   |
| 2005   | Victoria Pendleton (GBR)                 | Tamilla Abassova (RUS)                   | Anna Meares (AUS)                        |
| 2006   | Natàl·lia Tsilínskaia (BLR)              | Victoria Pendleton (GBR)                 | Guo Shuang (CHN)                         |
| 2007   | Victoria Pendleton (GBR)                 | Guo Shuang (CHN)                         | Anna Meares (AUS)                        |
| 2008   | Victoria Pendleton (GBR)                 | Simona Krupeckaitė (LTU)                 | Jennie Reed (EUA)                        |
| 2009   | Victoria Pendleton (GBR)                 | Willy Kanis (NED)                        | Simona Krupeckaitė (LTU)                 |
| 2010   | Victoria Pendleton (GBR)                 | Guo Shuang (CHN)                         | Simona Krupeckaitė (LTU)                 |
| 2011   | Anna Meares (AUS)                        | Simona Krupeckaitė (LTU)                 | Victoria Pendleton (GBR)                 |
| 2012   | Victoria Pendleton (GBR)                 | Simona Krupeckaitė (LTU)                 | Anna Meares (AUS)                        |
| 2013   | Rebecca James (GBR)                      | Kristina Vogel (GER)                     | Lee Wai-sze (HKG)                        |
| 2014   | Kristina Vogel (GER)                     | Zhong Tianshi (CHN)                      | Lin Junhong (CHN)                        |
| 2015   | Kristina Vogel (GER)                     | Elis Ligtlee (NED)                       | Zhong Tianshi (CHN)                      |
| 2016   | Zhong Tianshi (CHN)                      | Lin Junhong (CHN)                        | Kristina Vogel (GER)                     |
| 2017   | Kristina Vogel (GER)                     | Stephanie Morton (AUS)                   | Lee Wai-sze (HKG)                        |
| 2018   | Kristina Vogel (GER)                     | Stephanie Morton (AUS)                   | Pauline Grabosch (GER)                   |
| 2019   | Lee Wai-sze (HKG)                        | Stephanie Morton (AUS)                   | Mathilde Gros (FRA)                      |